# ولی سیتی (داکوتای شمالی)
ولی سیتی(به انگلیسی: Valley City) شهری در ایالت داکوتای شمالی کشور ایالات متحده آمریکا است که جمعیت آن در سرشماری سال ۲۰۱۰ میلادی، ۶٬۵۸۵ نفر بوده‌است.